# Cartoon Pizza
Cartoon Pizza (anciennement Jumbo Pictures) est un studio d'animation américain fondé en 1986 par un ancien artiste de Nickelodeon, Jim Jinkins. La société produit différent dessins animés dont Doug (pour Nickelodeon et Disney), Les Tifoudoux et Les 101 Dalmatiens, la série.
En 1991, le studio s'associe à David Campbell et prend le nom de Jumbo Pictures,.
L'un des faits importants de cette petite société est la conservation de la technique traditionnelle des cellulos peints à la main à une époque où de nombreuses autres sociétés ou séries sont produites par ordinateur[réf. nécessaire].
En février 1996, la société est rachetée par la Walt Disney Company, qui fait produire le film Doug, le film (1999) et intègre le studio à sa filiale Walt Disney Television Animation.
Les studios sont dissous en 2000, après l'arrêt de la production de PB&J Otter mais ressuscitent en dehors de la coupe de Disney sous le nom de Cartoon Pizza. Disney Channel, Nickelodeon, et Ready Set Learn diffuse certaines des séries du nouveau studio comme Stanley, JoJo Circus. 